# Pulvinaria citricola
Pulvinaria citricola är en insektsart som beskrevs av Kuwana 1914. Pulvinaria citricola ingår i släktet Pulvinaria och familjen skålsköldlöss. Inga underarter finns listade i Catalogue of Life.